# Clarence Tinker
Clarence Tinker   (Pawhuska, 21 de novembre de 1887 - Atol Midway, 7 de juny de 1942) fou un oficial de carrera de l'Exèrcit dels Estats Units d'ètnia osage, el rang més alt assolit per un amerindi i el primer a assolir-lo. Durant la Segona Guerra Mundial havia estat assignat com a comandant de la Setena Força Aèria a Hawaii per reorganitzar les defenses aèries.
Ell, personalment, va volar per dirigir una força durant la batalla de Midway el juny de 1942; el aeu avió va sortir de control i es va perdre al mar. Va ser el primer general mort en la Segona Guerra Mundial. La Base Aèria Tinker d'Oklahoma City, Oklahoma es nomena així en honor seu.

## Primers anys
Clarence Tinker va néixer el 21 de novembre 1887, prop de Pawhuska (Oklahoma) de la Nació Osage, fill gran de George Edward Tinker i Sarah A. (Schwagerte) Tinker. Va ser criat com un osage i va aprendre l'idioma i la cultura dels seus pares i la família estesa. La seva àvia materna era mig-osage; també els seus pares eren de mestissos d'osage amb comerciants acadians francesos de Louisiana.
Tinker va rebre la seva educació primària en escoles catòliques a Hominy i Pawhuska, Oklahoma, i a l'escola pública d'Elgin (Kansas). Tinker i els seus amics van conèixer i idolatrar els exploradors osage del segle xix que serviren amb la cavalleria dels Estats Units, així com Bonnycastle. Aquest cap osage va servir amb les forces nord-americanes durant la "rebel·lió dels bòxers a la Xina", segons el Dr. James Crowder en el seu llibre Osage General: Maj. Gen. Clarence L. Tinker."
Mentre creixia, Clarence va treballar en la impremta del diari del seu pare, el Wah-Sha-She News. Va ser fundat pel seu pare, i va ser un dels primers periòdics setmanals de Pawhuska. A començaments de 1900, Tinker va assistir ala Haskell Institute, la famosa escola índia a Lawrence (Kansas), però es va retirar abans de graduar-se.
En la tardor de 1906, Tinker es va matricular a l'Acadèmia Militar Wentworth de Lexington (Missouri). Al graduar-se de Wentworth en 1908 Tinker va ser comissionat com a tercer tinent de la Policia de les Filipines, càrrec que va ocupar fins a 1912.

## Carrer a l'exèrcit
Tinker rebre un destí com a tinent d'infanteria de l'Exètcit dels Estats Units el març de 1912. Després de l'entrenament d'infanteria, Tinker es va unir a la 25a Divisió d'Infanteria Fort George Wright a Spokane (Washington). El 1913, la seva unitat va ser traslladada a Hawaii. Allí va conèixer i es va casar amb Madeline Doyle, natural de Halifax (Nova Escòcia). Durant la Primera Guerra Mundial, Tinker serví al sud-oest dels Estats Units i Califòrnia, i va ser ascendit a Major.
El 1919, Tinker començà lliçons de vol. Una de les seves tasques després de la guerra va ser amb el ROTC a l'Escola Superior de Riverside a Califòrnia. Quan el seu pare va anar a visitar-lo a l'escola, van començar una conversa en osage en públic. Fent ús de la seva llengua materna era una manera que Tinker va expressar la seva identitat osage.
En 1922, es va traslladar a la Servei Aeri de l'Exèrcit. L'1 de juliol de 1922 va ser assignat al servei de vol. Durant un temps Tinker va servir com a agregat aeri de l'ambaixada estatunidenca a Londres. Va estudiar en el Comando i Estat Major de l'Exèrcit en la mateixa classe que Dwight D. Eisenhower.
El 1927, va ser nomenat Comandant de l'Escola Aèria de Servei de Vol Avançat a Kelly Field, Texas. Tinker va ordenar diverses unitats de persecució i de bombarders durant la dècada de 1930. Va ser promogut de manera constant, i l'1 d'octubre de 1940, es va convertir en general de brigada.

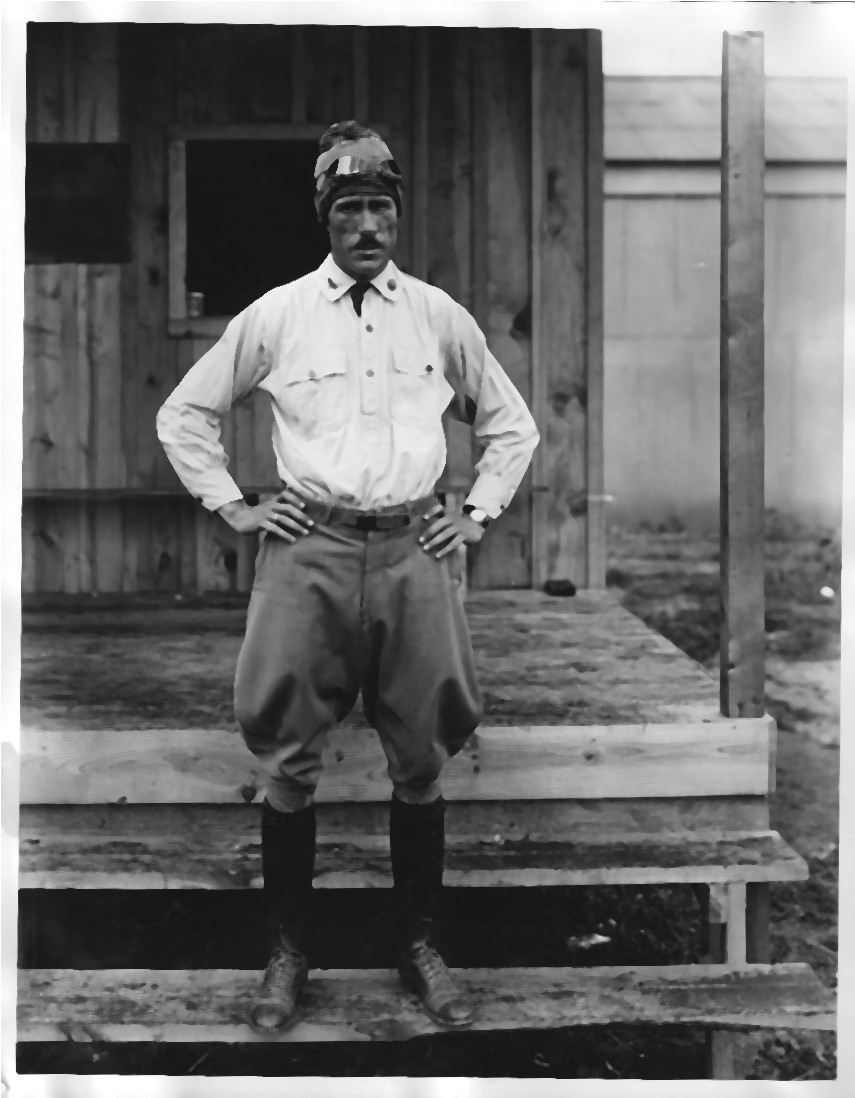
Clarence L. Tinker c. 1920

Després de l'atac japonès a Pearl Harbor, Tinker va ser nomenat Comandant de la Setena Força Aèria a Hawaii per reorganitzar les defenses aèries de les illes. Creia que la Força Aèria seria fonamental per a tota la guerra, i que el Japó finalment seria derrotat a la llarga d'un llarg combat per via aèria. Pel gener de 1942 fou promogut a Major General, el primer amerindi en la història de l'Exèrcit dels Estats Units en aconseguir aquest rang.
En juny de 1942 els japonesos començaren llur assalt a Midway. Enmig de la batalla de Midway, el 7 de juny, el general Tinker va decidir liderar una força del model B-24 contra les forces navals japoneses en retirada. A prop de l'illa de Midway el seu avió va ser vist sortir de control i caure al mar. El general Tinker i vuit membres de la tripulació van morir. L'avió i els cossos mai van ser recuperats. Irònicament el fill del general Tinker també es va perdre al mar en 1944 en una lluita cos a cos amb avions alemanys.

## Llegat
- Clarence L. Tinker fou el primer general estatunidenc mort en la Segona Guerra Mundial. Va rebre la Medalla del Soldat en 1931 i pòstumament va rebre la Medalla del Servei Distingit a l'Exèrcit.[3]
- El 14 d'octubre de 1942, el Magatzem de l'Aire d'Oklahoma City va ser nomenat Camp Tinker en el seu honor. En l'actualitat es coneix coma Base de la Força Aèria Tinker.
- Un bust del general és davant de la seu del Centre de Sosteniment de la Força Aèria a Tinker. Diverses pintures d'ell, i una exhibició dels seus premis i medalles estan al Club Tinker. Els seus papers personals i decoracions originals van ser donats a la base per la seva vídua, Madeline Tinker McCormick.[2]
- Una escola primària porta el seu nom a la Base Aèria MacDill.
- L'Honor Osage Tinker i altres celebracions de veterans In-lon-shka quatre dies a l'any. Les cançons de veterans celebren l'orgull dels homes que van fer el seu servei militar. Una cançó homenatge va ser escrita especialment per Tinker, cantada i ballada pels homes. És l'única cançó familiar per a la qual hi estan totes les persones.[2]